# Гемодинаміка
Гемодина́міка — галузь фізіології, яка вивчає закономірності руху крові кровоносними судинами. Частина гідродинаміки — розділу фізики, що вивчає рух рідин.

## Основні положення
Відповідно до законів гідродинаміки, кількість рідини (Q), яка протікає через будь-яку трубу прямо пропорційна різниці тиску на початку (Р1) і на кінці (Р2) труби і навпаки, обернено пропорційна до опору (R) руху рідини.
{\displaystyle Q={P_{1}-P_{2} \over R}}
Якщо застосувати це рівняння до кровоносної системи, то слід взяти до уваги, що тиск на кінці цієї системи, тобто у місці впадання порожнистих вен у серце, близький до нуля. В цьому випадку рівняння можна записати так:
{\displaystyle Q={P \over R}}
Де
- Q — кількість крові, що проганяється серцем за хвилину,
- P — величина кров'яного тиску в аорті,
- R — величина судинного опору.

Периферійний опір судинної системи складається з множини окремих опорів кожної окремої судини. Будь-яку з таких судин можна вважати подібною до трубки, опір якої визначається за формулою Пуазейля:
{\displaystyle R={8l\eta  \over \pi r^{4}}}
Де
- {\displaystyle l} — довжина трубки,
- η — в'язкість рідини яка по ній протікає,
- {\displaystyle \pi } — число пі, відношення довжини кола до діаметра.
- r — радіус трубки.

Судинна система складається з множини трубок які з'єднуються паралельно і послідовно. При послідовному з'єднанні трубок їх сумарний опір дорівнює сумі опорів кожної з них.
{\displaystyle R=R_{1}+R_{2}+R_{3}+...+R_{n}}
При паралельному з'єднанні трубок їх сумарний опір розраховують за формулою:
{\displaystyle R={1 \over \ {1 \over R_{1}}+{1 \over R_{2}}+{1 \over R_{3}}+...+{1 \over R_{n}}}}
Із приведених формул випливає, що найбільший опір має мати капіляр, діаметр якого близько 5–7 мкм. Але оскільки велика кількість капілярів з'єднуються в судинній мережі паралельно, їх сумарний опір менший ніж сумарний опір артеріол.
Точно визначити опір за цими формулами неможливо, оскільки всі формули дійсні тільки для ламінарної течії ньютонівських рідин. Однак геометрія судин змінюється внаслідок скорочення їх стінок завдяки пульсу та біля стенозів, а також потік крові є турбулентним щонайменше в кількох місцях (аорта, серце). В'язкість крові також не є постійною величиною (зростає зі зменшенням швидкості і для дуже малих швидкостей є аномально високою), тобто кров — це неньютонівська рідина і тому всі ці рівняння дійсні для неї досить наближено.

## Лінійна швидкість кровотоку

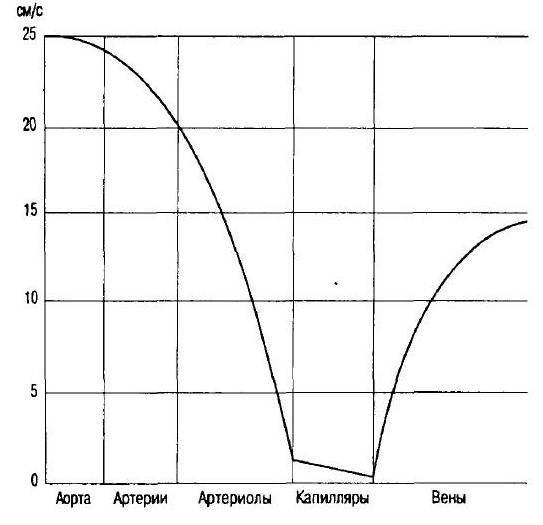
Зміна лінійної швидкості кровотоку в різних судинах

Ліні́йна шви́дкість кровото́ку — відстань, яку долає будь-яка часточка крові за одиницю часу (см/с). Лінійна швидкість в судинах різного типу різна (дивись малюнок праворуч) і залежить від об'ємної швидкості кровотоку і площі поперечного перерізу судин.
При однаковій об'ємній швидкості кровотоку в різних відділах судинного русла: в аорті, сумарно — в порожнистих венах, в капілярах — лінійна швидкість кровотоку найменша в капілярах, де найбільша сумарна площа поперечного перерізу.

### Способи вимірювання
У практичній медицині лінійну швидкість кровотоку вимірюють за допомогою ультразвукового та індикаторного методів, найчастіше визначають час повного кругообігу крові, що становить 21–23 секунду.
Індикаторний методПри використанні індикаторного методу в ліктьову вену вводять індикатор (еритроцити, мічені радіоактивним ізотопом, розчин метиленового синього тощо) і відзначають час його першої появи в венозній крові цієї ж судини в іншій кінцівці. Для визначення часу кровотоку на ділянці «капіляри легенів — капіляри вуха» використовують як мітку кисень, що надходить до легень після затримки дихання, і відзначають час його появи в капілярах вуха за допомогою чутливого оксиметра.
Ультразвуковий методУльтразвукове визначення швидкості кровотоку засновано на ефекті Доплера. Ультразвук подається через судину в діагональному напрямку, далі вловлюються відбиті хвилі. За різницею частот вихідних і відбитих хвиль, що пропорційна до швидкості руху часток крові, визначають лінійну швидкість кровотоку.

## Об'ємна швидкість кровотоку
Об'ємна швидкість кровотоку — кількість (об'єм) крові, що проходить через певну судину за одиницю часу (мл/с, л/хв).